# Jacint Esteva Grewe
Jacint Esteva Grewe   (Barcelona, 1936 - Barcelona, 9 de setembre de 1985) fou un arquitecte, urbanista i cineasta català, un dels membres més destacats de l'Escola de Barcelona.

## Biografia
Era fill de l'enginyer industrial Jacint Esteva Vendrell (†1989) i de Rosa Maria Grewe Cella (†1973). Va estudiar dos anys de Filosofia i Lletres a Barcelona (1953-1954), a la Reial Acadèmia de Belles Arts de Roma (1955), i cursos d'Arquitectura a Ginebra (1957-1960). Es va especialitzar en Urbanisme a La Sorbona de París (1961).
Es va iniciar en el món del cinema el 1960, quan  va dirigir un curtmetratge al costat de Paolo Brunatto, Notes sur l'émigration. Espagne 1960. El 1962 va filmar altres dos curtmetratges Autour des salines i Picasso. Va debutar el 1966 amb el llargmetratge Lejos de los árboles. La pel·lícula recorre algunes tradicions espanyoles relacionades amb el dolor i la mort i es va arribar a considerar per alguns crítics una actualització de Las Hurdes, tierra sin pan de Luis Buñuel; es va estrenar el 1972.
El 1965 va iniciar la seva activitat en el sector cinematogràfic amb la fundació de la productora Filmscontacto,  ix vertebrador de l'anomenada Escola de Barcelona i on va coincidir amb José María Nunes, Carles Duran, Joaquim Jordà i Pere Portabella, entre d'altres. El 1967 va codirigir amb Joaquim Jordà el llargmetratge Dante no es únicamente severo, i el 1968 va dirigir Després del diluvi. Va coproduir Cabezas cortadas, de Glauber Rocha. Va col·laborar en la producció de Cercles, de Ricard Bofill, i havia preparat un guió amb Rafael Azcona, Ícar, que no va arribar a realitzar-se.
Als inicis dels anys 1960 i al llarg de tota la dècada realitza llargues estades a la República Centreafricana, on el 1973 fundà l'empresa Ebra Safaris. També a l'Àfrica escrigué la novel·la inacabada El elefante invertebrado, així com dos llargmetratges també inacabats: Mozambique, i La ruta de los esclavos.

## Obra
El projecte al qual va consagrar més temps i dedicació va ser Lejos de los árboles (Lluny dels arbres), un assaig fílmic la producció del qual es va estendre del 1963 al 1970. Després de diversos muntatges successius, va ser estrenat el 1972. Una versió d'aquesta pel·lícula es va presentar al Museu d'Art Contemporani de Barcelona el març de 2012, en aquesta ocasió muntada de nou per Pere Portabella, qui també va ser el primer productor de la pel·lícula. El film recupera una modernitat que sembla recular a les arrels populars. La reivindicació dels ritus atàvics en una Espanya marcada pel desenvolupisme franquista obre la possibilitat de pensar una alteritat que s'identificarà amb allò rural. El deliri irracional i l'èxtasi de la festa seran, al capdavall, aspectes essencials d'una altra modernitat que es nodreix d'ingredients locals.

## Filmografia
- 1961 — Notes sur l'émigration - Espagne 1960 (amb Paolo Brunatto versa sobre l'emigració espanyola a Suïssa).
- 1962 — Autour des salines (curtmetratge)
- 1963-1971 — Lejos de los árboles (101 minuts) Fou un documental gestat durant anys que va patir molts problemes de censura.
- 1967 — Dante no es únicamente severo (amb Joaquim Jordà)
- 1968 — Después del diluvio
- 1970 — Metamorfosis
- 1970 — Mozambique - Del arca de Noé al pirata Rhodes (llargmetratge rodat a Àfrica, inacabat).
- 1971 — La ruta de los esclavos - La isla de las lágrimas (llargmetratge rodat a Àfrica, inacabat).
- 1971 — El hijo de María

## Anàlisi
Ha estat considerat un director que vivia al marge del públic, que entenia el cinema com una forma d'art lliure, com la poesia, i que les seves imatges tenien un sentit ampli, ple d'imaginació. El seu cinema sovint recorre a la visió d'una Espanya profunda, fanàtica, envoltada de festes populars cruels, de ritus absurds, on el pes de la religió ha estat ofegador i determinant.

## Exposicions
El 2014 la Filmoteca de Catalunya li va dedicar l'exposició antològica Jacinto Esteva, a l'ombra de l'últim arbre per a reivindicar la seva figura. Tingué lloc entre el 20 de febrer i el 15 de juny del 2014. Va comprendre l'exhibició de peces procedents del Centre de Conservació i Restauració de la Filmoteca, comissariada per Esteve Riambau amb la col·laboració de Dària Esteva, filla del cineasta.
El 2015 es va incorporar obra seva a l'exposició temporal Del segon origen. Arts a Catalunya 1950-1977 que va tenir lloc al Museu Nacional d'Art de Catalunya, comissariada per Valentín Roma i Juan José Lahuerta.